# Марк Аврелий Юлиан
Марк Аврелий Юлиан (лат. Marcus Aurelius Iulianus; Юлиан I или Юлиан Паннонский) — римский император-узурпатор в 284—285 (?) годах.
В 283/284 году Юлиан занимал должность корректора (наместника) провинции Венетия и Истрия, расположенной на территории Северной Италии. Согласно сообщению Аврелия Виктора, Юлиан, узнав о смерти императора Кара, поднял восстание против его сына и преемника Карина и провозгласил себя императором. Произошло это примерно около 284 года. Известно, что под контролем узурпатора находились обе Паннонии. Однако вскоре, в промежутке между 284 и 285 годом Юлиан потерпел поражение от Карина в Иллирике. После этого он был казнён.
На монетном дворе в Сисции, столице Верхней Паннонии, Юлиан чеканил монеты. До наших времен дошли его немногочисленные ауреусы и антонинианы. На одной из монет изображены две фигуры, символизирующие паноннские провинции. Также на них отчеканено полное имя узурпатора: Марк Аврелий Юлиан.
Данные о ходе вышеизложенных событий реконструированы на основе труда Аврелия Виктора «О цезарях» и нумизматических данных. Однако есть также свидетельства о некоем Сабине Юлиане, восставшем также при Карине. Иногда историки склонны считать Юлиана Паннонского и Сабина Юлиана одним и тем же человеком, но тем не менее, вероятнее всего, это были разные люди.